# ビリー・ヒューズ (音楽家)
ビリー・ヒューズ（Billie Hughes、1948年4月4日 - 1998年7月3日）はアメリカ合衆国のレコーディング・アーティスト、ソングライター、音楽家、音楽プロデューサー。エミー賞に2度ノミネートされたことがある。フィリップ・ベイリー & フィル・コリンズ、ジャクソン5、シスターズ・オブ・マーシー、ベット・ミドラー、アース・ウィンド・アンド・ファイアー、ラザロ、および彼自身のアルバムの楽曲で知られる。
ヒューズの曲「Welcome To The Edge」、日本語のタイトルは「とどかぬ想い」は、日本のテレビドラマ「もう誰も愛さない」のエンディングテーマとして使われ50万枚以上を売り上げた後、1991年に日本で最も売れた海外アーティストのシングルとなった。ヒューズは、1992年にNHK日本ゴールドディスク大賞で年間最優秀国際シングル賞を受賞した。

## 経歴

### ラザロ
ビリー・ヒューズの音楽家としての経歴はラザロのリーダーとして始まる。ピーター・ポール&マリーのピーター・ヤローとの付き合いで、ラザロはニューヨークのウッドストックに移り、アルバート・グロスマンのマネジメントのもと、当時新しく設立されたベアーズビル・レコード (en)（現在ワーナー・ブラザース・レコード所有）と契約した。ピーター・ヤローとフィル・ラモーンのプロデュースによって、ベアーズビルでは2枚のアルバムが制作・リリースされた。その後4年間のうちに、ラザロはアメリカ合衆国とカナダのあちこちを飛び回って公演した。1976年にラザロは "Lifesavers" でクリオ賞の年間最優秀コマーシャル賞を受賞した。このコマーシャルは全米で9年間にわたって放送された。しかし、同年ラザロは解散した。

### ソロ
1978年1月、CBSレコードカナダは、ヒューズと長期のレコーディング契約を結ぶことを発表した。ヒューズは、CBSのカナダ関連会社が契約した最初のレコーディングアーティストであり、アメリカでのリリースと完全なツアーサポートを保証された。ヒューズの契約のためのレセプションはトロントのプリンスホテルで開催され、ヒューズは、カナダに住居を構えカナダ市民権を申請する意向であること、今後数か月の間にロサンゼルスで録音する計画であることを表明した。
1982年、ヒューズはトロントやロンドン (オンタリオ州)のソングライターの楽曲のカバーを収録したアルバム「Horton, Bates & Best: The Last Catch」をリリースした。これは、2006年に「A Tribute to Canadian Songwriters」としてデジタル（iTunes Store）で再リリースされた。このアルバムは、ブルース・コックバーン、デヴィッド・ウィッフェン、ブレント・ティトコム、デヴィッド・ブラッドストリート、コリーン・ピーターソン、デヴィッド・エッシグなどの楽曲のカバーを収録し、カナダのマスコミから好評を博した。
80年代半ば、ヒューズはカナダのオンタリオ州に住み、カナダのフォークサーキットで有名な喫茶店であるSmale's Pace、Groaning Board、およびカナダ全土のフォークフェスティバルで定期的に演奏した。カナダ時代、彼は時々デヴィッド・ブラッドストリートとラザロのベーシスト、カール・キーシーを伴っていた。
ジョン・チャペックは、CBCの放送録音を制作した最初の独立したプロデューサーであり、CBCスタジオでビル・ヒューズをプロデュースした。

### ドリームマスター
ヒューズの「Dream Master」アルバムは、ヘンリー・レビーがプロデュースし、ロサンゼルスのA&Mレコーディング スタジオで録音された。ホセ・フェリシアーノは、ゲスト・アーティストとして収録曲の「オンリー・ユア・ハート・キャン・セイ」でギターとバックグラウンド・ボーカルを務めた。

### ログザンヌ・シーマン
1983年、ヒューズは作詞家のログザンヌ・シーマンとペアを組み、映画・テレビ・レコードの録音・プロデュース・作曲を開始した。これらにはプロデューサーとしてフィル・コリンズ、アリフ・マーディン、マイケル・オマーティアン、ジョージ・デューク、レジー・ルーカス (en) を迎えたものもあり、またアーティストとしてはフィリップ・ベイリー、ジャクソン5、ベット・ミドラー、シスターズ・オブ・マーシー、ランディ・クロフォード、アル・ジャロウ、メリサ・マンチェスター、日本でチャート1位になったWink、その他が含まれる。
1990年、日本のアーティストのWinkに『想い出までそばにいて 〜Welcome To The Edge〜』を楽曲提供。1991年に同曲をセルフカヴァーし、日本のポニーキャニオンからビリー・ヒューズのCD『とどかぬ想い』(Welcome To The Edge) をリリース。日本のオリコン洋楽シングルチャートでは1991年5月27日付から12週連続1位を獲得し、1991年の年間チャートで1位となった。『とどかぬ想い』はテレビ番組 "Santa Barbara" 及びテレビドラマ『もう誰も愛さない』で使われ、エミー賞の最高オリジナル曲賞にノミネートされた。また、山本実枝が日本語でカバーした。その後、ビリー・ヒューズはテレビ番組 "Another World" の曲でも再度、エミー賞の最高オリジナル曲賞ノミネートを受けている。1992年3月、日本のNHKで放送された『第6回日本ゴールドディスク大賞』に出演し、「グランプリ・シングル賞（洋楽）」を受賞した。（ポニーキャニオンで52万枚のセールスを記録していた。）
2004年9月、北京市郊外の万里の長城の上で、史上初のポップ・コンサートがアリシア・キーズをメインにして公演された。演目の最後では、ビリー・ヒューズとログザンヌ・シーマンの曲 "Walking On The Chinese Wall" が、フィル・コリンズのプロデュースでフィリップ・ベイリーにより演じられ、フィナーレを飾った。

## 映画での活躍

### Martin Eden
ビリー・ヒューズはイタリアの作曲家であるルッジェロ・チニ (Ruggero Cini)、ダリオ・ファリーナ (Dario Farina) と共に "Martin Eden" を書いた。これは、ジャック・ロンドンの小説 "Martin Eden" (en)（邦題『ジャック・ロンドン自伝的物語』）をベースにした、ジャコモ・バッティアート (en) 監督による1979年のテレビ短編シリーズの作曲家のテーマを基にしたものである。
ビリー・ヒューズは "Martin Eden" を録音し、ヨーロッパでシングルとしてリリースした。スウェーデンではビルボードの2位になるなど、いくつかの地域でチャートのトップにつけた。

### アウトサイダー
ヒューズは、スティーヴィー・ワンダーがカーマイン・コッポラと共に書いた曲「Stay Gold」と、カーマイン・コッポラ、イタリア・ペニーノ、ログザンヌ・シーマンが 書いた「アウトサイド・イン」をアウトサイダー。

### リトルモンスター
ヒューズは、リトルモンスターのモンタージュシーンのために、ヒューズとシーマンが書いてプロデュースした曲「I Wanna Yell」を演奏しました。この曲はモーリス (ハウィー・マンデル) とブライアン・スティーブンソン (フレッド・サヴェージ) がいたずらで演奏したものです。
彼はまた、映画のためにマイク・ピカリーロが書いてプロデュースした曲「マジック・オブ・ザ・ナイト」を演奏しました。